# Дворянский земельный банк
Государственный дворянский земельный банк — банк ипотечного кредита, работавший в 1885—1917 годах в Российской империи.

## История
Государственный дворянский земельный банк был основан в 1885 году для поддержания землевладения потомственных дворян. Располагался в Санкт-Петербурге по адресу: Адмиралтейская набережная, дом 14.
Действия банка распространялись на европейскую часть Российской империи, исключая Великое княжество Финляндское, Царство Польское, Прибалтийские губернии и Закавказье. Ссуды выдавались помещикам под залог их земельных владений в размере 60-75 % от стоимости земли (в том числе обременённой долгами). Максимальный срок погашения ссуды, достигавший вначале 48 лет 4 месяцев, позже был увеличен до 51 года, а затем и до 66 лет 6 месяцев. Процент, уплачиваемый по ссуде, составлял в 1880-х гг. 5 % — 6 %, а к 1897 году был снижен до 3,5 %. При просрочке платежей взималась пеня по 0,5 процента в первые два месяца и по 1 проценту в дальнейшем. За длительную неуплату недоимок в соответствии с положением от 26.6. 1889 г. имение могло быть назначено на торги, но на практике это не применялось.
В 1890 г. деятельность банка была распространена на Закавказье, в 1894 г. — на западные губернии Империи.
В связи с неурожаем 1891—1892 гг. владельцам имений, оказавшихся в зоне бедствия, были предоставлены дополнительные льготы: рассрочку недоимок на 6-10 лет с оплатой 3 процентов годовых.
Банк упразднён декретом Совета народных комиссаров РСФСР от 25 ноября (8 декабря) 1917 года.